# Dead Ball Zone
Dead Ball Zone är ett TV-spel utvecklat av Rockstar Games via spelmotorn RAGE och är till konsolen Playstation. Spelet släpptes 1998. Det är ett våldsamt sportspel som går ut på att få flest poäng. Spelet påminner om handboll, fast med våldsammare inslag som bomber och motorsågar.